# Wolodymyr Ljutyj
Wolodymyr Mykolajowytsch Ljutyj (ukrainisch Володимир Микола́йович Лютий, russisch Владимир Николаевич Лютый Wladimir Nikolajewitsch Ljuty, FIFA-Transkription Vladimir Liutyi; * 20. April 1962 in Dnipropetrowsk, Ukrainische SSR) ist ein ehemaliger ukrainisch-sowjetischer Fußballspieler und derzeitiger -trainer. Der ehemalige Angreifer wurde als Spieler mit der Fußballnationalmannschaft der UdSSR 1988 Olympiasieger und nahm an je einer Welt- und Europameisterschaft teil. Nach großen Erfolgen mit Dnipro Dnipropetrowsk in den 1980er Jahren spielte in den 1990er Jahren lange Zeit in Deutschland, wo er sich auch zum Trainer ausbilden ließ. Bis zum Sommer 2007 war er Co-Trainer von Lokomotive Moskau.

## Spielerkarriere
Ljutyj ist Absolvent der Fußballschule Dnepr-75 (Днепр-75) seiner Heimatstadt, für deren Club Dnipro Dnipropetrowsk er auch von 1979 bis 1989 in der sowjetischen Liga spielte. In dieser Zeit gewann Dnipro zweimal die Meisterschaft sowie einmal den Fußballpokal der Sowjetunion und wurde zudem zweimal Vizemeister.
1989 wechselte er zum damaligen Zweitligisten FC Schalke 04. In zwei Jahren spielte er 44-mal und erzielte neun Tore, bevor er 1991 in die Bundesliga zum MSV Duisburg ging. Nach einem halben Jahr bei Bursaspor in der Türkei war 1992/1993 seine letzte Station in der Bundesliga der VfL Bochum; insgesamt konnte er in 36 Bundesligaeinsätzen sechs Tore erzielen. In der Folge spielte er noch für unterklassige Vereine wie die SpVgg Unterhaching in der Bayernliga (1993/94), sowie 1994–1996 beim FSV Salmrohr in der Regionalliga. Von dort wechselte er zum SV Wittlich.
Seine größten Erfolge konnte Ljutyj jedoch mit der Auswahl der UdSSR erreichen. 1986–88 erzielte er in zwölf Einsätzen für die Olympiaauswahl der UdSSR drei Tore, er gewann mit ihr das olympische Fußballturnier 1988. 1990 wurde er dann erstmals in die A-Nationalmannschaft der Sowjetunion berufen, er nahm mit der Mannschaft sowohl an der WM 1990 in Italien als auch an der Euro 1992 teil. Insgesamt kam er 1990–92 zu sechs A-Länderspieleinsätzen, in denen er ein Tor erzielen konnte.

## Trainerkarriere
Ljutyj blieb nach Ende seiner aktiven Zeit mit seiner Frau und seinen beiden Kindern in Köln. Er ließ sich zum Trainer ausbilden und eröffnete eine Firma, die Autos der Marke Mercedes nach Russland, in die Ukraine und ins Baltikum exportiert. Daneben trainierte er unterklassige deutsche Fußballmannschaften, so den Verbandsligisten Blau-Weiß Brühl und den Kreisligisten Fortuna Bonn (2004–2006).
Zum Jahresbeginn 2007 verpflichtete Lok Moskau Ljutyj als Co-Trainer. Er wurde aber mit dem Cheftrainer Byschowez im Juli 2007 entlassen.
Seit April 2008 absolviert Ljutyj in Kiew eine Ausbildung zum Fußballlehrer. Daneben trainierte er die U-17- und U-13-Mannschaften des SV 09 Bergisch Gladbach. Zur Saison 2009/10 wurde er vom FV Bad Honnef als Trainer der ersten Mannschaft engagiert, die in der Landesliga Mittelrhein antritt. Er beendete sein Engagement beim HFV im Februar 2010 jedoch aus privaten Gründen. Im Sommer kehrte er nach Russland zurück und gehörte zum Trainerstab des FK Rostow, bei dem er im Mai 2011 zum Cheftrainer avancierte. Nach vier Niederlagen in sechs Spielen wurde er jedoch bereits am 21. Juni 2011 von seinen Aufgaben entbunden. Von 2013 bis 2016 war Ljutyj als Cheftrainer beim FC Nistru Otaci, FC Rapid Ghidighici, Saxan Ceadîr-Lunga und FC Sugdidi aktiv.
Zur Saison 2017/18 kehrte Ljutyj nach Deutschland zurück und wurde in der sechstklassigen Landesliga Niedersachsen Cheftrainer des TSV Oldenburg. Zur Saison 2018/19 wurde er bei Hansa Rostock sportlicher Leiter des Nachwuchsleistungszentrums sowie Cheftrainer der A-Junioren (U19) in der zweitklassigen A-Junioren-Regionalliga Nordost. Da in der Winterpause der Cheftrainer der Drittligamannschaft, Pavel Dotchev, entlassen worden war, leitete Ljutyj Anfang Januar 2019 für einige Tage das Training der Wintervorbereitung, ehe Jens Härtel verpflichtet wurde. Anfang Oktober 2019 wurde Ljutyj nach einem Fehlstart in die Saison 2019/20 ausgetauscht; er sollte dem Verein aber in anderer Funktion erhalten bleiben.
Mit dem Beginn der Saison 2020/21 wurde Ljutyj Co-Trainer von Jens Dowe beim Rostocker FC in der fünftklassigen Oberliga Nordost. Nachdem dieser im September 2020 entlassen worden war, übernahm er seine Nachfolge. Anfang November 2020 wurde die Spielzeit aufgrund der COVID-19-Pandemie jedoch abgebrochen. Anfang November 2021 wurde Ljutyj entlassen. Die Mannschaft stand nach dem 13. Spieltag der Saison 2021/22 zwar mit 27 Punkten auf dem 1. Platz der Nordstaffel, hatte aber zuletzt zwei Mal in Folge verloren.
Zur Saison 2022/23 kehrte Ljutyj zu Hansa Rostock zurück und wurde zunächst Co-Trainer bei der zweiten Mannschaft, später dann bis zum Saisonende 2023/24 Co-Trainer der U17-Mannschaft.